# Fwambasi
Fwambasi est une peinture sur toile, réalisée en 1988 par le peintre congolais Frédéric Trigo Piula. Ce tableau fait partie de la série « Nouveaux Fétiches », de même que Materna, Ngolowa et Ta Télé. Ce tableau est une composition entre deux types de médications : la traditionnelle et l'occidentale.

## Description
Le tableau de forme carrée et de dimensions 100 × 100 cm,,,,, montre une cérémonie rituelle. 

### Personnage central
La composition picturale montre un objet central, un nkisi, une divinité du peuple Woyo. C'est un « être surnaturel » ou un « esprit qui aide ou qui soigne ». Il semblerait que ce soit un personnage féminin, au visage peu avenant, voire menaçant (tout comme les personnages à l'arrière), couvert de la tête aux pieds. Une énorme couronne ou un diadème de plumes et en équilibre sur la tête. On aurait dit qu'elle diffuse son principe actif de couleur brune sur les personnages à l'arrière. 
On distingue des amulettes sur la pliure des deux bras et un petit triangle vert orne son front. Le même triangle vert et rouge alterne le front des nkisi vêtus d'une blouse blanche de médécin ou de laboratoire à l'arrière plan. La croix verte rappelle celle des officines.
Le personnage central repose sur un piédestal fait d'emballages de médicaments des plus grands groupes pharmaceutiques. Ces médicaments modernes, qui, en dépit de leur aide à guérir la maladie, ne garantissent pas la survie.

### Autour du personnage central

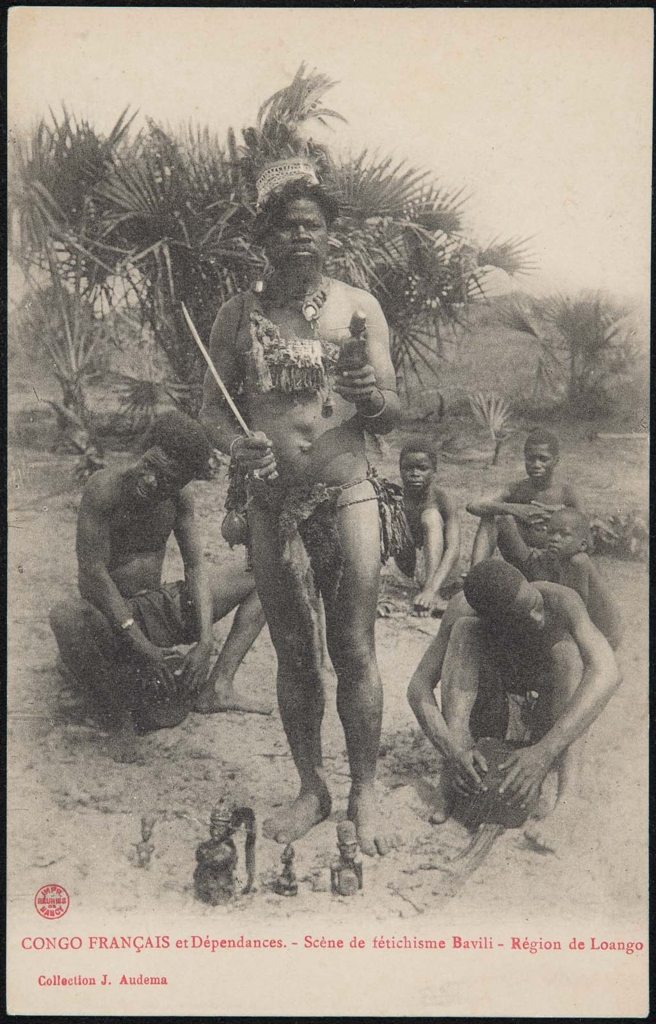
Congo français et dépendances - Scène de fétichisme Bavili - Région de Loango

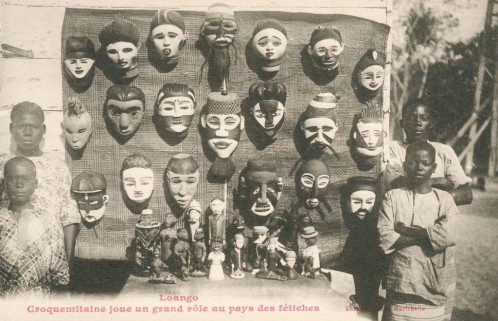
Loango - Croquemitaine joue un grand rôle au pays des fétiches

Autour de lui, on trouve un étalage hétéroclite de différentes formes médicamenteuses entamées (comprimés, gélules, sirops...) jonchant le sol. Complètent le décorum, des emballages contenant des substances chargées spirituellement de principes actifs. Les substances choisies pour composer ces paquets sont souvent appelées bilongo ou milongo (singulier nlongo), un mot souvent traduit par « médicament ». 
Cependant, leur fonctionnement n’est pas principalement pharmaceutique, car ils ne sont pas appliqués ou ingérés par ceux qui sont malades, et bilongo peut-être plus exactement traduit par « substances thérapeutiques ». Ils sont plutôt souvent choisis pour des raisons métaphoriques, par exemple, des griffes d’oiseaux pour attraper les malfaisants, ou parce que leurs noms ressemblent à des caractéristiques des esprits en question.
Parmi les nombreux matériaux communs utilisés dans le minkisi figurent les fruits (luyala en kikongo), le charbon de bois (kalazima), et les champignons (Tondo). Les minéraux ont été recueillis à divers endroits associés aux morts, comme la terre recueillie dans les tombes et les lits des rivières. L’argile blanche (kaolin) était aussi très importante dans la composition du minkisi en raison de la relation symbolique de la couleur blanche et des aspects physiques de la peau morte, de leur justesse morale ainsi que de leur positivité spirituelle. Le blanc est en contraste avec le noir, la couleur de la négativité. Certains minkisi utilisent l’ocre rouge comme agent colorant. L’utilisation du rouge est symbolique de la médiation des puissances des morts.

## Interprétation
L’artiste fait ressortir l’éclipse de la tradition, chassée par la modernité. Il insiste également sur l’importance de combiner les forces traditionnelles et modernes afin de parfaire le processus de guérison.

## Cote
Le tableau a été acheté à Londres le 2 avril 2019 pour une valeur de 40 000 livres sterling,.